# Jardines del Grijalva
Jardines del Grijalva es una localidad del estado mexicano de Chiapas. Es parte del municipio de Chiapa de Corzo.

## Demografía
| Censo | Población |
| ----- | --------- |
| 2010  | 2 881     |
| 2020  | 7 992     |